# Republic XF-91 Thunderceptor
Le Republic XF-91 Thunderceptor est un avion expérimental américain développé par Republic Aviation construit à deux exemplaires qui effectua plusieurs essais à partir de 1949. Il est le premier avion de combat équipé de moteurs-fusées. Le coût du programme est estimé à 
152 millions de dollars américains actuels.

## Historique

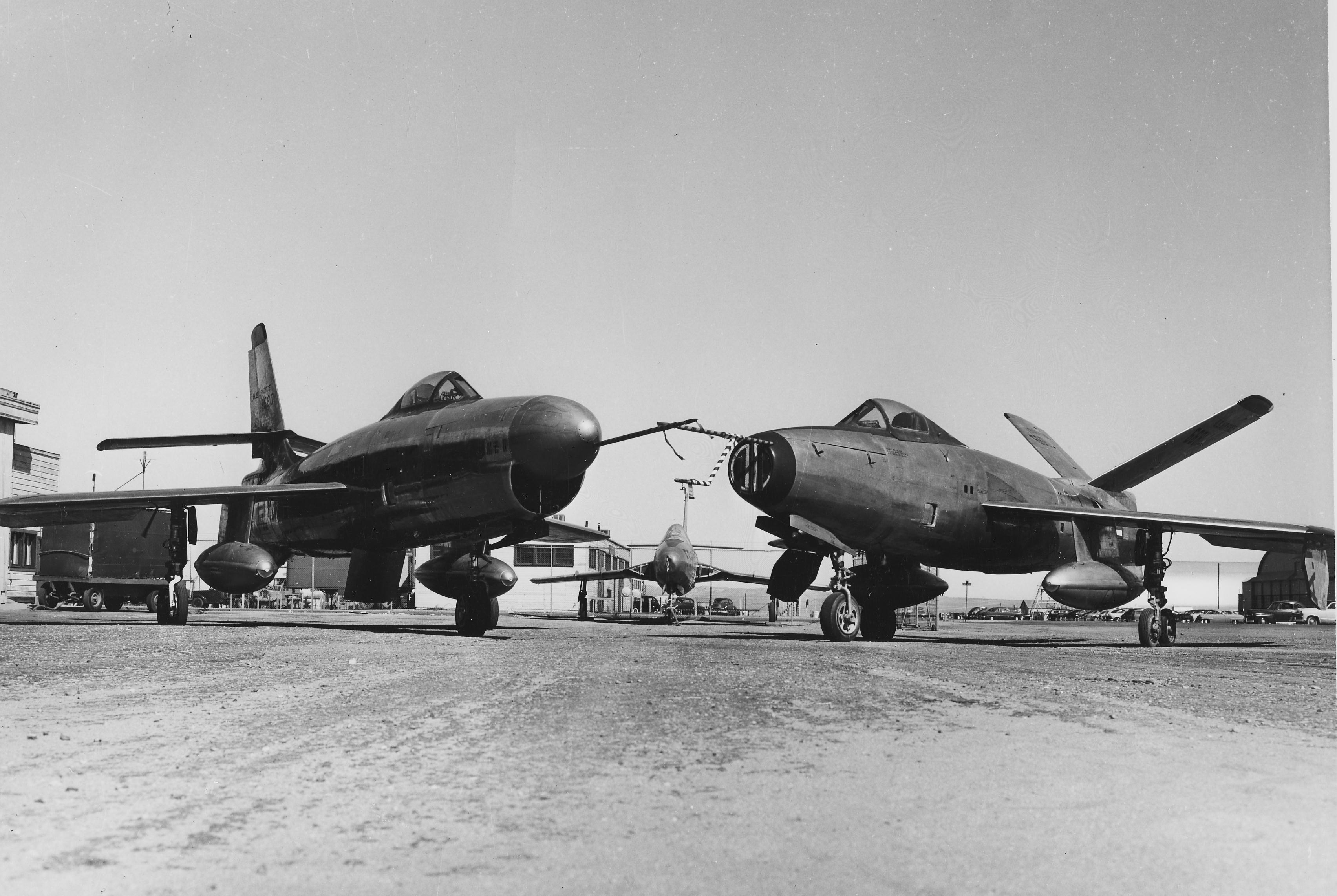
Les deux prototypes en vol après la modification du second avec un empennage papillon.

De nombreux  vols d'essai ont été effectués, fournissant de précieuses données de recherche, mais l'avion n'a pas été mis en production car il ne transportait pas suffisamment de carburant pour un vol de plus de 25 minutes et n'intégrait pas le dernier type de système de conduite de tir.
Le second prototype est équipé en 1951 d'un empennage papillon et d'une aile effilée inversée non conventionnelle. Les avancées technologiques, évoluant rapidement à cette époque, l'ont rendu obsolète.
Le premier prototype du XF-91 est transféré au  musée nationale de l'USAF sur la base aérienneWright-Patterson  depuis la base aérienne Edwards, en Californie, en mai 1955.